# Plataforma Logística de Saragoça
A Plataforma Logística de Saragoça (PLAZA), com uma área de 12 milhões de metros quadrados possui as maiores instalações logísticas da Europa e está aberta a todas as empresas que participam em actividades relacionadas com os transportes e a logística.
Situada na cidade de Saragoça, no eixo Madrid/Barcelona tem como principal característica ser um centro intermodal de transportes (estradas, caminhos de ferro e vias aéreas), com o objectivo de facilitar operações e a obtenção de sinergias na cadeia logística. A localização da cidade de Saragoça em relação aos principais portos espanhóis (Barcelona, Bilbau e Valência) é vista como uma vantagem pela criação de um porto seco (Sanchez, 2005).

## Características técnicas

### Como é a PLAZA?
Esta plataforma logística ocupa uma superfície no total de 12.826.898 m² distribuída da seguinte forma (Características, 2006):
- A - Espaços verdes de domínio e uso público 2.192.987,00 m²
- B - Áreas equipadas para uso de interesse 840.834,00 m²
- C - Áreas de Actividades 5.015.518,00 m²
  - C1 - Área Comercial 442.402,00 m²
  - C2 - Parque empresarial 181.333,00 m²
  - C3 - Área Logística Intermodal Aeroportuária 131.803,00 m²
  - C4 - Área Logística Industrial 3.233.828,00 m²
  - C5 - Área Logística Intermodal Ferroviária 665.753,00 m²
  - C7 - Centro Integrado de Negócios 88.235,00 m²
  - C8 - Área de serviços 101.891,00 m²
  - C9 - Estacionamento automóvel com vigilância 170.273,00 m²
- D - Rede rodoviária e estacionamento automóvel 1.736.072,00 m²
- E - Área Reservada 1.736.072,00 m²
  - Reserva ferroviária 106.772,00 m²
  - Reserva para expansão futura 563.630,00 m²
- F - Infra-estruturas 342.002,00 m²
- G - Sistemas gerais ferroviários 2.029.083,00 m²

## Formação
O Zaragoza Logistics Center (ZLC) é um instituto de investigação na área da logística criado numa parceria do Governo Regional de Aragão com a Universidade de Saragoça e o Instituto Tecnológico de Massachusetts (MIT). Através do programa MIT-Zaragoza International Logistics Program criou-se um centro de excelência em formação e investigação na área da logística e gestão da cadeia de fornecimentos, cujo trabalho se reflecte no desenvolvimento da maior e mais avançada plataforma logística da Europa (PLAZA). Esta parceria permite aos investigadores do MIT e ZLC experimentar novos processos logísticos, novos conceitos e tecnologias aplicando-as rapidamente em prática (MIT, [2009?]).